# 派因代爾 (亞利桑那州)
派因代爾（英語：Pinedale）是位於美國亞利桑那州納瓦霍縣的一個人口普查指定地區。根據2010年美國人口普查，該地共人口500人，而該地的面積約為25.07平方千米。

## 地理
派因代爾的座標為36°18′00″N 110°14′00″W / 36.30000°N 110.23333°W，而該地最高點為海拔高度1981米（即6500英尺）。